# Thomas Cove
Die Thomas Cove ist eine Bucht an der Danco-Küste des Grahamlands auf der Antarktischen Halbinsel. Sie liegt unmittelbar südlich des Haigh Point. 
Der Falkland Islands Dependencies Survey nahm zwischen 1956 und 1957 Vermessungen der Bucht vor. Das UK Antarctic Place-Names Committee benannte sie 1985 nach Joan Ena Thomas (* 1913), Referentin dieses Komitees im Foreign and Commonwealth Office von 1948 bis 1962.